# All'est di Giava
All'est di Giava (East of Java) è un film del 1935 diretto da George Melford.

## Trama
I sopravvissuti a un naufragio trovano rifugio in un'isola tropicale, ma nel medesimo luogo giunge il carico della nave con leoni e tigri.

## Produzione
Charles Bickford rischiò di morire dopo che un leone ammaestrato lo attaccò affondandogli un dente nella gola. Bickford venne portato nel più vicino ospedale e operato d'urgenza, mentre il leone venne abbattuto dal suo ammaestratore.